# Пушин Мис
Пу́шин Мис (рос. Пушин Мыс, удм. Пушин Мыс) — присілок у складі Кіясовського району Удмуртії, Росія.
Населення — 6 осіб (2010; 5 у 2002).
Національний склад:
- росіяни — 100 %